# 러산 대불
러산 대불(중국어 간체자: 乐山大佛, 정체자: 樂山大佛, 병음: Lèshān Dàfó)은 중국 쓰촨성 러산시에 있는 대불로 세계 최대의 석각대불이다. 1982년에 전국단위문물보호단위로 지정되었고, 1996년에 어메이산과 함께 세계문화유산으로 등록되었다.

## 위치 및 크기
어메이산 지역 내의 장강의 지류, 민강과 다두허, 칭이강이 합류하는 지점에 있다. 대불은 전체 높이 71m로 폭 28m의 미륵불이다. 대불의 머리의 길이는 14.7m，머리의 폭 10m，어깨의 넓이 24ｍ，귀의 길이 7m，발등의 길이는 8.5m이다.（눈 길이는 5m，코의 길이는 6m，귀의 구멍에는 두 사람이 들어간다).

## 역사
러산 대불은 당나라 때 건설되기 시작했으며, 위고(韋皋)가 쓴 비문 가주능운사대상기(嘉州凌雲寺大像)의 기술에 의하면，713년 (개원 원년) 당시 빈번하게 일어나던 수해를 막기 위해 승려 해통(海通)이 능운사(淩雲寺)에 인접한 절벽에 석상을 조각한 것이 시작이라고 한다．743년 (천보 2년) 해통은 대불이 완성되기 전에 입적을 했고, 검남서천절도사가 된 장구겸경이 나서서 자신의 봉록을 시주해 다시금 대불 공사가 재개되었으나 장구겸경이 장안으로 돌아가고 난 뒤에 공사는 다시 중단, 그리고 43년 뒤에 새로 검남서천절도사로 온 위고가 건설을 이어받아 803년 (정원 19년)에 완성했다고 한다. 강의 합류 지점에는 공사로 인해 떨어져 나간 대량의 토사 때문에, 강바닥이 얕아지고, 해통의 의도대로 수해는 대폭 감소했다고 한다．
완성 당시 대불은 대불상각이라고 칭한 13층의 목조건축물로 덮히고, 법의에는 금박, 몸통에는 주홍색이 칠해져 있었다고 한다. 또 용수를 배출하기 위한 배수구와 빗물을 효율적으로 방출하는 홈이 파여져 있었다. 그러나 명대 임종에 이르러 불에 타 건물은 소실되고, 대불도 풍우에 노출되어 색이 바래고 잡초와 넝쿨, 이끼에 덮히고 말았다.
1962년 일부 복구작업을 일부 진행하였고, 명대에게 경전을 넣기 위해 구멍이 뚫어 가슴에 넣었던 것을 발견하였다. 최근에는 산성비에 의해 불상 표면이 약화되어 부식이 진행되고 있다.
1996년 어메이 산과 함께 세계문화유산으로 등록되었다.

## 같이 보기
- 중국세계유산
- 어메이산

## 갤러리

강에서 본 대불
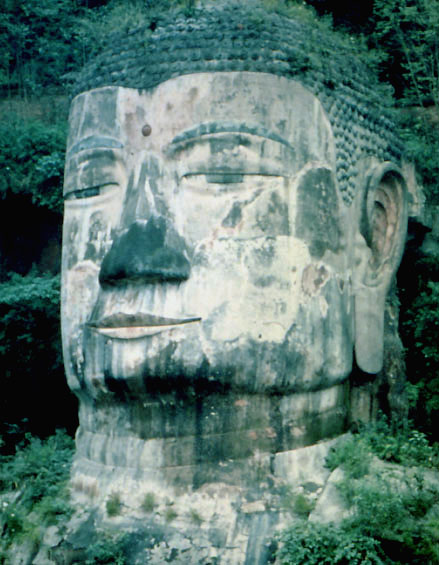
대불의 머리 부분
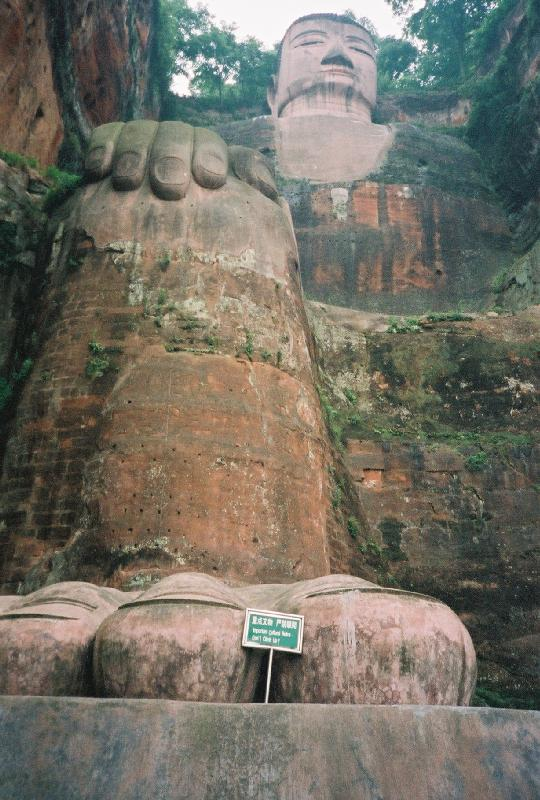
땅에서 본 러산 대불
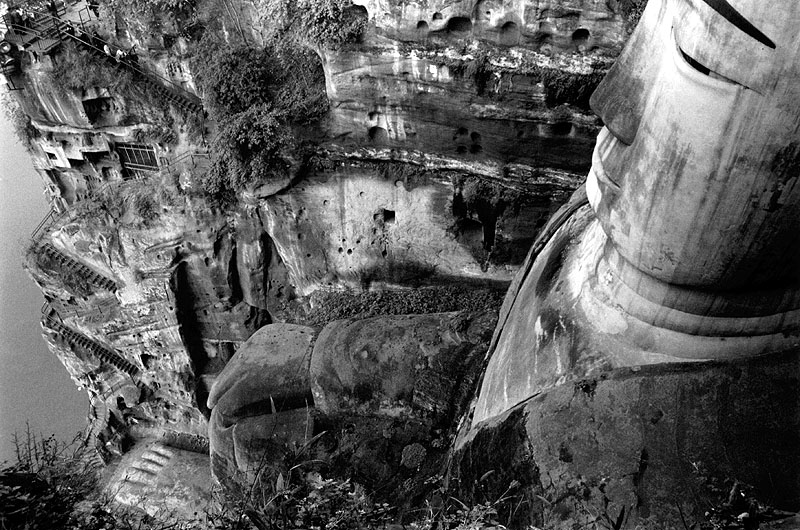
위에서 본 모습